# Тхань-тхай Фе-де
Тхань-тхай фе-де (вьет. Thành-thái phế đế, тьы-ном 成泰廢帝) (14 марта 1879, Хюэ, Династия Нгуен — 24 марта 1954, Сайгон, Французский Индокитай) — 10-й император Вьетнама из династии Нгуен, правивший с 31 января 1889 по 3 сентября 1907 года.
Храмового имени не получил, поскольку был свергнут, о чём говорит окончание фе-де (phế đế; ср. китайское Фэй-ди, 廢帝). Известен в истории своему по девизу правления — Тхань-тхай (вьет. Thành-thái, тьы-ном 成泰). Настоящее личное имя — Фук Быу Лан (вьет. Phúc Bửu Lân, тьы-ном 福寶嶙).
Сын императора Кунг-тонга.

## Жизнеописание
Когда император Нгуен Кань-тонг пришёл к власти, принц Быу Лан вместе со своей матерью был помещён под домашний арест, так как был с теми, кто выступал ранее против него. Когда Кань-тонг умер, однако, французские колониальные власти и местные мандарины решили, что Быу Лан будет его идеальным преемником. Травмированная убийством своего мужа, императора Кунг-тонга, мать Быу Лана плакала, когда её сына забирали, думая, что его ждёт та же участь. Вместо этого он был возведён на трон как новый вьетнамский сын Неба, император Тхань-тхай фе-де.
Даже в возрасте 10 лет Тхань Тхай признавался очень умным и уже понимал, что французы контролировали его двор через шпионов. В то время как Донг Кхань пытался дружить с французами, Тхань Тхай занял позицию пассивного сопротивления. Хотя он воздерживался от открытого восстания (так как это было бы политическим самоубийством), он показывал свои чувства другими путями, с помощью символических жестов и язвительных замечаний. Он также был человеком из народа и монархом, который глубоко интересовался жизнью своей страны. Император часто тайно покидал Запретный Город Хюэ, одеваясь как простолюдин, чтобы говорить со своим народом напрямую и посмотреть, как государственная политика сказывалась на их жизни.
Чтобы показать, что он был дружен с западной цивилизацией, Тхань Тхай стал первым вьетнамским императором, который подстриг свои волосы по западной моде и научился водить автомобиль. Он поддерживал французский стиль образования, но испытывал горькие чувства от осознания того, что французы управляют его страной. Он также поддержал ряд проектов строительства и проявлял интерес к повседневной жизни своих подданных. Во время своих «хождений в народ» он часто садился на коврик со своими подданными, сидевшими вокруг него, обсуждая с ними современные проблемы и слыша их точки зрения.
Вскоре император начал понимать, что его дворец наводнён французскими шпионами, и поэтому он должен симулировать своё безумие, чтобы не привлекать их внимания. Он заставил своих врагов поверить в то, что является безобидным сумасшедшим, в то время как сам активно работал в ожидании момента, когда можно будет сбросить французский колониальный режим. Он был близок к тому, чтобы присоединиться к движению сопротивления иностранцам в Китае, когда французы арестовали его, объявили сумасшедшим и заставили отречься от престола.
В 1907 году императором Вьетнама стал его сын Зуи-тан фе-де. Тхань Тхай был сначала сослан в Вунгтау, на юг Вьетнама, а когда Зуи-тан фе-де восстал против французов в 1916 году, они оба были сосланы на остров Реюньон в Индийском океане. Он никогда не оставлял надежды на освобождение своей страны, и в 1945 году ему было разрешено вернуться на родину, но находиться он был вынужден под домашним арестом в Вунгтау. Он умер в Сайгоне 24 марта 1954 года.